# Amoureuse (chanson)
Pour les articles homonymes, voir Amoureuse.
Singles de Véronique Sanson
Le printemps est là
(1969) Besoin de personne
(1972)
Pistes de Amoureuse
Tout est cassé, tout est mort
Amoureuse est une chanson composée, écrite, et enregistrée en 1971 par Véronique Sanson et publiée sur son premier album homonyme en 1972.
Chanson emblématique de la chanteuse, Amoureuse a connu à travers le monde plus de 30 reprises dans au moins 6 langues.

## Inspiration
Véronique Sanson a raconté avoir eu l’inspiration de la première ébauche de la chanson en remontant l’Avenue des Champs-Élysées au volant de sa petite Autobianchi A112 au lever du jour, après une nuit d’amour, alors que le soleil levant illuminait l’Arc de triomphe de l’Étoile.
Sur une maquette enregistrée en juin 1971, qui sera publiée dans son coffret intégral en 2008, puis en bonus de l’édition du 40e anniversaire de l’album Amoureuse en 2012, ne figurent (sur la mélodie terminée) que les paroles du premier couplet et des bribes de refrain. La chanson a vraisemblablement été achevée par la suite, et finalement enregistrée en décembre 1971 au Studio de la Gaîté à Paris.
Sur une ample mélodie toute en ruptures harmoniques qui sera certainement pour beaucoup dans le succès international de la chanson, le texte décrit par le menu la violence des sentiments contradictoires qui accompagnent un état d’amour passionné.
Véronique Sanson a donné elle-même des interprétations différentes de l’impression d’amour « interdit » qui s’exprime dans les premiers vers « Une nuit, je m’endors avec lui / Mais je sais qu’on nous l’interdit ». Elle a parfois expliqué que l’interdit venait d’un milieu familial rigoriste, à une époque où la majorité était encore à vingt et un ans. Mais elle a à d’autres occasions donné l’explication de l’amour caché d’une femme déjà engagée sentimentalement.

## Premières Versions
Figurant sur le premier 45 tours extrait du premier album homonyme de la chanteuse, sorti le 20 mars 1972, la chanson ne connaîtra pas un grand succès cette année-là en France, supplantée immédiatement par le second extrait Besoin de personne, dont les ventes dépasseront les 100 000 exemplaires en quelques mois. 
Au Québec, en revanche, où l’album sort à quelque temps de distance, elle sera un succès, qui permettra l’année suivante à Véronique Sanson d’y faire ses premiers concerts en vedette.  La chanson est rapidement reprise  par France Castel dont la version atteint la première place du palmarès canadien francophone en décembre 1972 et figure sur son disque Je le vois dans ma soupe lancé en février 1973.  Quelques mois plus tard, c'est au tour de la chanteuse Emmanuëlle de présenter sa propre interprétation d'Amoureuse dans son album Le monde à l’envers.    
Dans le courant de l’année 1972, et à la suite d’une excellent accueil de l'album en France, WEA, qui a signé Véronique Sanson sous le label Elektra, croit à une carrière internationale pour la chanteuse, et lui fait enregistrer des versions étrangères d’Amoureuse, parmi d’autres titres. Une version de l’album avec quatre titres adaptés en anglais par Gary Osborne et Paul Virgrass (les huit autres restant en français), sera commercialisée au Royaume-Uni et aux États-Unis. 
Des adaptations allemandes (Amoureuse, par Michael Kunze) et espagnoles (Enamorada, par J. M. Pater) sortiront en 1973 dans leur pays respectif sous forme de 45 tours.
Enfin, en 1978, sur la face B d’un 45 tours destiné au marché italien, figure Diverso amore mio, l'adaptation d’Amoureuse dans cette langue par Cristiano Malgioglio (it).
Faute de promotion à l’étranger, ces versions étrangères d’Amoureuse ne connaîtront aucun succès par la voix de leur créatrice, mais seront à l’origine de nombreuses reprises.

## Postérité
Rapidement adoptée comme chanson « culte » par les admirateurs de Véronique Sanson, il faudra pourtant attendre quelques années pour que le titre devienne un moment privilégié de ses concerts. Durant les années 1970, la chanson est donnée sur scène amputée d’un couplet, et elle disparaît du répertoire pendant les années 1980, jusqu’au concert Symphonique Sanson, donné en 1989 avec l'orchestre Fisyo de Prague au Châtelet à Paris, puis l’année suivante en tournée, où un arrangement symphonique écrit par Michel Bernholc, qui avait signé les arrangements de l’album original en 1972, termine le concert en apothéose.  Après cela, le titre sera au programme de presque tous les concerts de Véronique Sanson, donné le plus souvent au piano seul.
Cette chanson aura été chantée en duo par sa créatrice avec nombre d’interprètes divers ; en 2012, pour célébrer les quarante ans de la chanson, une nouvelle version est enregistrée par Véronique Sanson avec la comédienne Fanny Ardant. Elle la reprend en duo avec Julien Doré en 2018 sur l'album Duos volatils.

## Reprises francophones / Québec
Le titre a fait l'objet de bien des reprises. Seules sont mentionnées ci-dessous les reprises discographiques. (Sur les concerts de Jeanne Cherhal en 2012, voir l'article sur l'album éponyme.)
- France Castel, Québec 1972, 45 tours et album Je le vois dans ma soupe
- Emmanuëlle, Québec 1973, album Le monde à l’envers
- Franck Pourcel, version instrumentale, France 1974, album Amour, danse et violons no 43
- Hart Rouge, quatuor vocal a cappella, Québec 1994, album La Fabrique
- Réjane Perry, France 1996, album Atlas, Les plus belles chansons françaises, vol. 1972
- Lucid Beausonge, France 1998, album Atlas, Ils chantent Véronique Sanson
- Josée Lajoie, Québec 2002, album Man Zou
- Geneviève Charest, Québec 2007, album Tant rêver
- Audrey Lavergne, France 2007, album Evil For Good
- Myreille Bédard, Québec 2007, album Éclats de vie
- Lara Fabian, France 2009, album Toutes les femmes en moi
- Jean-Louis Aubert, Hélène Ségara, Natasha St Pier, Christophe Willem, France 2009, album Les Enfoirés font leur cinéma
- Caroline Néron, Québec 2010, album Le Destin
- Corinne Hermès, France 2019, album Intemporelle composé de reprises de grandes chansons françaises et internationales

## Première version anglophone (Amoureuse, Gary Osborne)
Pour l'adaptation anglaise, le parolier Gary Osborne s’inspire largement de la version originale, très fidèle sur les refrains, mais, contrairement à celle-ci, il décrit explicitement dans les couplets la première relation intime d’une jeune femme ("if my first love could be my last", "made a woman of a simple girl"). 
Après Véronique Sanson, c'est la chanteuse britannique Kiki Dee qui l'enregistre sur l'album Loving and Free en avril 1973 chez Rocket Records, le label d'Elton John, qui produit le disque avec Clive Franks. C'est Tony King, le vice-président de Rocket Records, qui avait suggéré que Kiki Dee enregistre "Amoureuse" . Éditée en single le 31 août 1973, elle deviendra le premier grand succès de la chanteuse, entrant dans les charts à plusieurs reprises : no 13 (Royaume-Uni) en décembre 1973, présente dans les charts 13 semaines cette année-là, no 12 (Australie) à l’automne 1974, no 13 (Royaume-Uni) et no 4 (Irlande) pour la réédition 1976, no 77 (Royaume-Uni) pour la réédition 1984.
Sur son album public « Almost Naked », publié en 1995, Kiki Dee donne une version avec les couplets en anglais et les refrains en français, avec pour seul accompagnement la guitare de Carmelo Luggieri. Elle commente : « What can I say about this song ! It changed my life back in the seventies and I enjoyed singing parts of it in french and also performing it with just voice and guitar… » (Que puis-je dire de cette chanson ? Elle a changé ma vie dans les années 1970, et j’ai adoré la chanter en partie en français, juste avec la voix et la guitare.) .
À cette occasion, elle rejoint Véronique Sanson sur un plateau de télévision pour un duo bilingue.
La version signée Gary Osborne est la plus reprise :
- Kiki Dee, Royaume-Uni 1973, single et album « Loving and Free »
- Polly Brown, Royaume-Uni 1973, single
- Olivia Newton-John, États-Unis et Royaume-Uni 1973, respectivement sur les albums « Let Me Be There » et « Music Makes My Day »
- Pete Townshend Royaume-Uni 1974, sur l’album public non officiel « The Roundhouse, London, April 14, 1974 »
- Deborah Sasson, Allemagne 1984, album « Romance »
- Kiki Dee, version acoustique bilingue, Royaume-Uni 1995, album public « Almost Naked »
- Illusive, featuring Amanda Abbs, Royaume-Uni 1996, singles et compilations « dance », au moins 4 mixes différents existent, également distribués en Australie, France…
- Naomi Na2, Royaume-Uni 1997, singles et compilations « dance », au moins 5 mixes différents existent
- Nancy, Belgique 1997, single « Any »
- Barbara Dex, Belgique 1998, single et album « Strong »
- Linda Martin, Irlande 1998, album « You Needed Me »
- Elaine Page et Olivia Newton-John, États-Unis 2010, sur l’album de duos « Elaine Page and friends »

## Seconde version anglophone (Emotion, Patti Dahlstrom)
Artie Wayne, producteur exécutif chez Warner États-Unis, écoute l’album  Amoureuse de Véronique Sanson en français, avant même sa sortie avec une version anglaise aux États-Unis. Il en propose l’adaptation à son amie, la jeune chanteuse texane Patti Dahlstrom, qui écrit ses propres paroles.
Ne comprenant pas le texte français, elle décrit aussi des tourments amoureux, qui sont ici ceux d’une femme délaissée, sous le titre Emotion. 
Cette version comporte un couplet de moins, et le second refrain y est repris plusieurs fois. Elle sera classée dans les charts américains par la voix d'Helen Reddy et également reprise par Shirley Bassey.
- Patti Dahlstrom, États-Unis 1973, single et album « The Way I Am »
- Helen Reddy, États-Unis 1974, single et album « Free and Easy »
- Shirley Bassey, États-Unis 1975, album « Good, Bad, But Beautiful »
- Orion, version instrumentale, Royaume-Uni 1975, album « Sometimes Words Just get In The Way »
- Jennifer Kemp, Allemagne 1979, album « Debut »

## Autres versions étrangères
Il existe trois adaptations allemandes différentes :
- La chanteuse et comédienne allemande Katja Ebstein a repris la version allemande enregistrée en 1973 par Véronique Sanson (paroles de Michael Kunze), sous un nouveau titre : Für einen Tag mit dir. Allemagne 1977, album « Liebe »
- La chanteuse autrichienne Barbara Stromberger a enregistré sa propre adaptation intitulée Mehr als Erinnerung, Autriche 1975, album  « Die zweite Zeit beginnt »
- La chanteuse danoise Gitte Hænning a enregistré en allemand une adaptation de la version de Patti Dahlstrom (paroles de Gerd Müller-Schwanke) sous le titre Was wär ich ohne dich, Allemagne 1976, album « Was wär ich ohne dich »

Version italienne :
- L’auteur Cristiano Malgioglio, déjà auteur en 1975 d'une adaptation italienne du Maudit, propose à la chanteuse Daniela Davoli sa version d’Amoureuse, Diverso amore mio, Italie 1978, single et album « Mia »; Véronique Sanson gravera ensuite sur 45 tours les deux chansons en italien.

Trois versions néerlandophones différentes ont été enregistrées :
- Amoureuse, adaptée et interprétée par Barbara Nielsen, Pays-Bas 1975, single « Landschap » et album « Barbara Nielsen »
- Open Einde, (adaptation par Hedwig Demesmaeker & Guido Sergooris), par le groupe Splinter, Pays-Bas & Belgique 1996, album « Arabesk »
- Dit vergeet ik niet, (adaptation par Cor Aaftink & Roy Beltam), par la chanteuse Tamara (Tamara Tol), Pays-Bas 1996, single